# Steve Schindler
Steven Wayne Schindler (Caldwell, 24 luglio 1954) è un ex giocatore di football americano statunitense che ha militato nel ruolo di offensive tackle nella National Football League (NFL).

## Carriera
All'università Schindler giocò a football al Boston College, venendo premiato come All-American da diverse pubblicazioni. Fu scelto come diciottesimo assoluto nel Draft NFL 1977 dai Denver Broncos. Nella sua prima stagione raggiunse il Super Bowl, perso contro i Dallas Cowboys. Disputò solo due annate come professionistica, disputando 14 partite in ognuna di esse, di cui una come titolare nella prima e tre nella seconda.

## Palmarès
- American Football Conference Championship: 1

Denver Broncos: 1977